# Ливија Друза
Ливија Друза (лат. Livia Drusa, живела током крајем другог и почетком првог века п. н. е) била је римска племкиња, ћерка Марка Ливија Друза и Корнелије и сестра млађег Марка Ливија Друза.
Године 104. п. н. е. удала се за Квинта Сервилија Цепиона. У овом браку рођени су Квинт Сервилије Цепион и две ћерке по имену Сервилија, од којих је старија била љубавница Гаја Јулија Цезара и мајка Марка Јунија Брута, а млађа супруга Луција Лицинија Лукула.
Ливија и Цепион су се касније развели, а она се затим удала за Марка Порција Катона Салонијана, са којим је имала сина Катона Млађег и кћер Порцију. 
Умрла је око 92. године п. н. е. Пошто јој деца из оба брака још нису порасла, одгајио их је њен брат.